# Чизон-ді-Вальмарино
Чизон-ді-Вальмарино (італ. Cison di Valmarino, вен. Cixon de Valmarin) — муніципалітет в Італії, у регіоні Венето,  провінція Тревізо.
Чизон-ді-Вальмарино розташований на відстані близько 460 км на північ від Рима, 65 км на північ від Венеції, 35 км на північ від Тревізо.
Населення — 2700 осіб (2014).

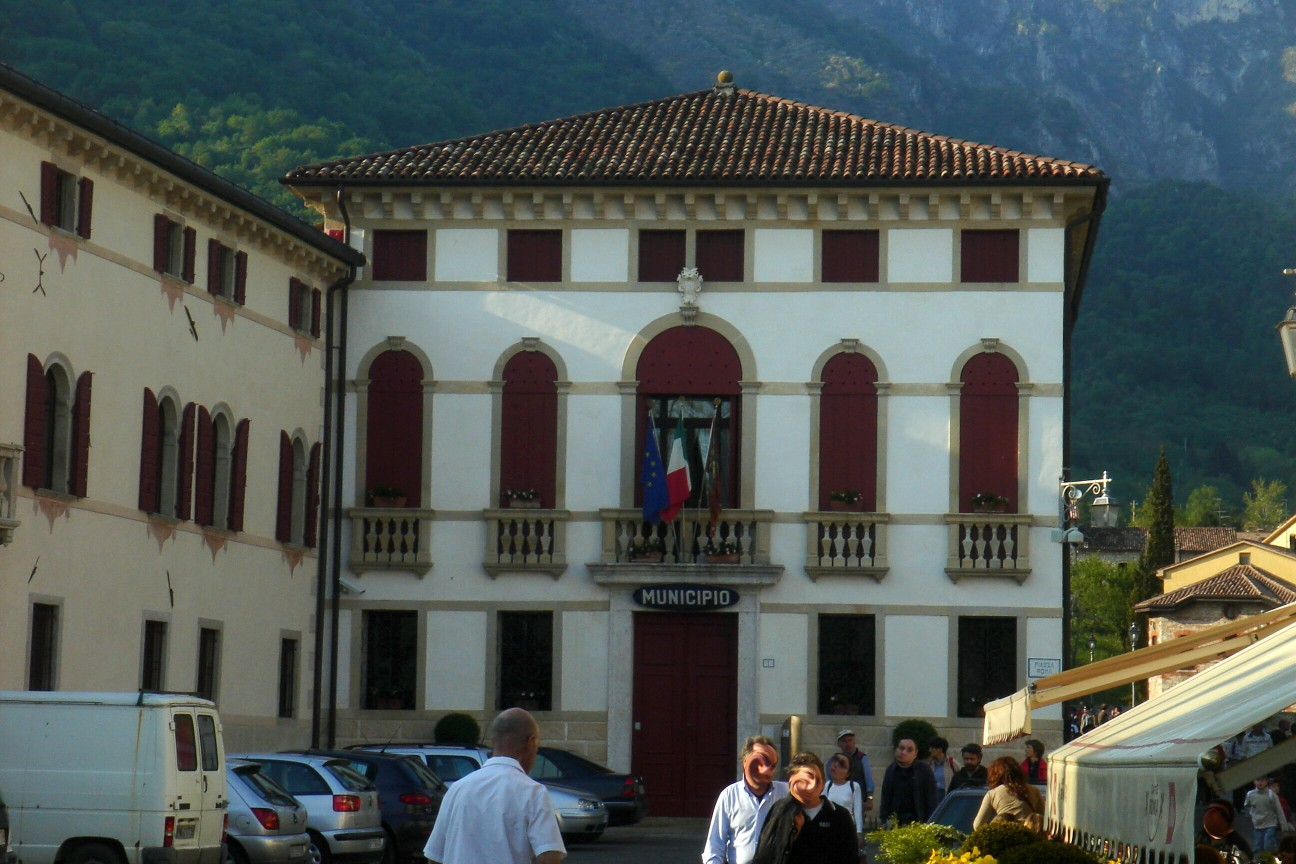

Щорічний фестиваль відбувається 24 червня. Покровитель — святий Іван Хреститель.

## Демографія
Населення за роками:

Станом на 1 січня 2023 року в муніципалітеті офіційно проживало 250 іноземців з 31 країни, серед них 38 громадян країн Євросоюзу та 11 громадян України.

## Сусідні муніципалітети
- Фолліна
- Мель
- П'єве-ді-Соліго
- Рефронтоло
- Ревіне-Лаго
- Тарцо
- Трик'яна